# Jodłownik (potok)
Jodłownik (Jodłówka) – potok górski, prawy dopływ Nysy Kłodzkiej o długości 8,17 km.
Potok płynie w Sudetach Środkowych w Górach Bardzkich w woj. dolnośląskim. Wypływa z południowo-zachodniego zbocza Ostrej Góry poniżej Przełęczy Łaszczowa, na wysokości około 520–540 m n.p.m. W części źródliskowej składa się z kilku drobnych potoczków, biorących początek po obu stronach szosy przechodzącej przez przełęcz. Główny ciek Jodłownika wypływa z obszaru Dolinnych Łąk. Potok w górnym biegu płynie stromą, doliną porośniętą lasem świerkowo-bukowym, której zbocza miejscami przechodzą w małe skalne zręby, a w korycie potoku występują małe progi skalne. Na wysokości około 480 m n.p.m. potok opuszcza las i płynie w kierunku południowym, przeważnie wśród łąk i pól uprawnych, a w większej części wzdłuż zabudowań Wojciechowic. W Wojciechowicach w środkowej części swojego biegu potok skręca w kierunku zachodnim, a po kilku kilometrach na wysokości wzniesienia Mariańska Górka, skręca na południowy zachód i dalej malowniczą Mariańską Doliną płynie do ujścia do Nysy Kłodzkiej. Przed samym ujściem do Nysy u stóp Owczej Góry, na wysokości około 295 m n.p.m. przepływa przez przemysłową część Kłodzka. Zasadniczy kierunek biegu Jodłownika jest południowo-zachodni.
Jodłownik jest potokiem górskim zbierającym wody z południowych zboczy Grzbietu Wschodniego Gór Bardzkich. Wzdłuż potoku na całej prawie jego długości położona jest miejscowość Wojciechowice. Potok częściowo jest uregulowany i ma wartki prąd.
Dawne nazwy potoku: Konigshainer Bach, Konigshainer Wasser, Bronna Woda, obecnie Jodłownik lub Jodłówka. Jego dopływami są Szczerbnica i Kamiennik oraz małe bezimienne dopływy.